# José Jiménez (personaje)

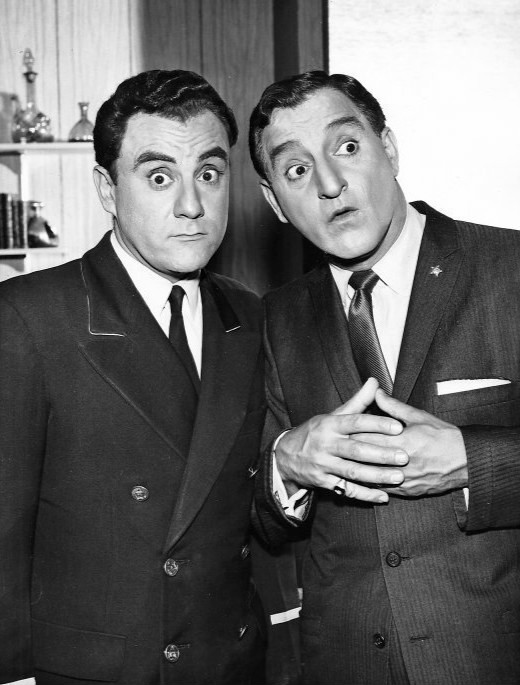
Biil Dana como "José Jiménez" con Danny Thomas, 1961.

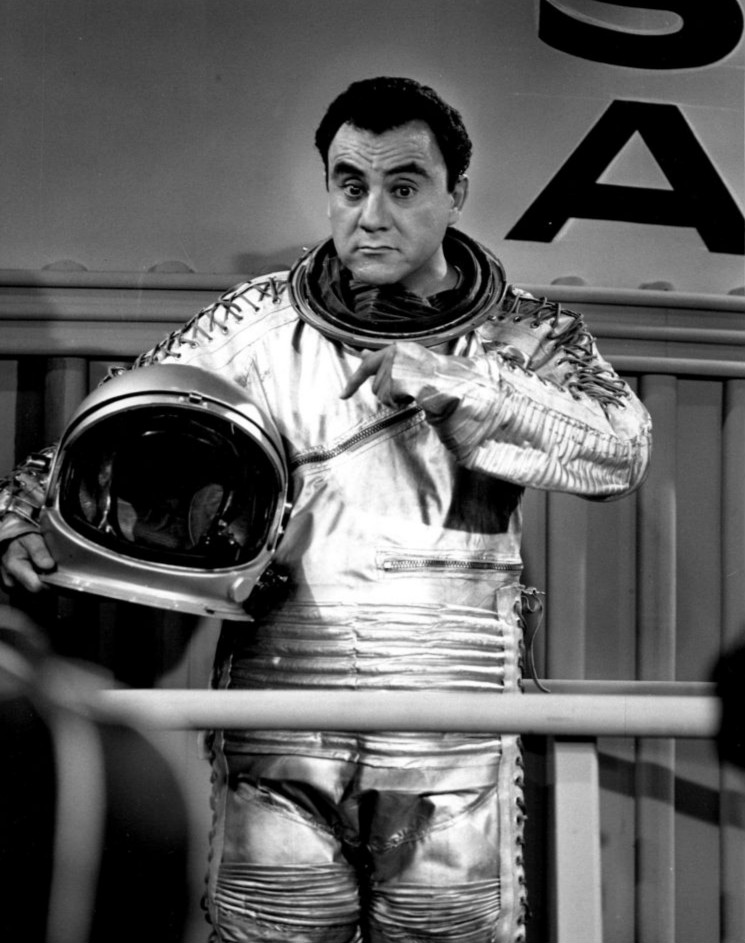
"José Jiménez" como astronauta, 1963.

José Jiménez fue un personaje creado y personificado por el comediante Bill Dana en The Steve Allen Show en 1959 y tuvo mucha popularidad en la década de 1960. Este personaje se presentaba con la frase: "My name, José Jiménez" ("Mi nombre: José Jiménez").
Durante la existencia de José Jiménez, Bill Dana (quien no era siquiera de origen mexicano sino judío húngaro) tuvo varios papeles como ascensorista, marinero, submarinero y astronauta, siendo este último el más famoso de todos.
Sorpresivamente, el personaje de José Jiménez enganchó entre los astronautas del proyecto Mercury de la NASA, y Dana se hizo amigo de ellos. Para su papel como José el Astronauta, Dana fue hecho miembro honorario de ellos y por coincidencia hubo en la vida real un piloto de nombre Bill Dana, quien voló a 59 millas de altura y recibió reconocimiento por la NASA.
Debido a que Dana se percató que tal personaje era políticamente incorrecto además de protestas de grupos hispanos decidió hacer desaparecer el personaje, anunciando en 1970 ante un festival de méxico-americanos la "muerte" de José Jiménez.

## José Jiménez en la cultura popular
En 1966 aparece en el episodio 48 de Batman, jugando la famosa escena del personaje que sale por la ventana y se encuentra con Batman subiendo o bajando por la pared colgado de una soga.
En 1983 en la película "Elegidos para la gloria" (The Right Stuff), Alan Shepard (Scott Glenn) es fan del personaje.
En 1987 en la película "The Pink Chiquitas" uno de los personajes lee un pasaje de un libro donde habla del explorador José Jiménez.
En un episodio de The Wonder Years Kevin Arnold (Fred Savage) es burlado en clase por su maestro de derecho de la escuela preparatoria quien le dice que es un "José Jiménez".
En el episodio 3 x 17 de la serie Senfield, George Constanza (interpretado por Jason Alexander)hace una imitación de José Jiménez.
En un episodio 4 x 11 de la serie Farscape, el personaje John Crichton utiliza el nombre de José Jiménez cuando viaja al pasado y vuelve a conocer a Aeryn Sun.